# Bouné
Bouné es una comuna rural del departamento de Goure de la región de Zinder, en Níger. En diciembre de 2012 presentaba una población censada de 74 513 habitantes, de los cuales 36 988 eran hombres y 37 525 eran mujeres.
Antes de la colonización francesa, en el siglo XIX pertenecía a la provincia de Mounio dependiente de Bornu. La comuna, cuya economía se basa en la agricultura, está habitada principalmente por kanuris.
Se encuentra situada en el centro-sureste del país, unos 50 km al sur de Gouré, cerca de la frontera con Nigeria.